# Coalition hongroise
Pour les articles homonymes, voir Parti de la coalition hongroise.
La Coalition hongroise (en hongrois : Magyar Koalíció, en serbe : Мађарска коалиција et Mađarska koalicija) est une coalition de partis politiques serbes représentant les Magyars de la province de Voïvodine, en Serbie.
Formée pour l'élection présidentielle serbe de 2008, la Coalition était composée de l'Alliance des Magyars de Voïvodine, de l'Union démocratique des Hongrois de Voïvodine, du Parti démocratique des Hongrois de Voïvodine et de l'Alliance civique hongroise. Son candidat, István Pásztor, a obtenu 93 039 voix, soit 2,26 % des suffrages. Au second tour, elle a soutenu le président sortant Boris Tadic.
La Coalition hongroise soutenait, entre autres, une autonomie plus grande de la Voïvodine.